# Florenceville-Bristol
Florenceville-Bristol ist eine Stadt in der kanadischen Provinz New Brunswick. Sie hat 1604 Einwohner (Stand: 2016). 2011 betrug die Einwohnerzahl 1639.

## Geographie
Florenceville-Bristol liegt im Carleton County. Durch den Ort fließt der Saint John River. Die Verbindungsstraßen New Brunswick Route 103 und New Brunswick Route 110 sowie New Brunswick Route 105 und New Brunswick Route 107 kreuzen sich in den südlichen bzw. nördlichen Stadtteilen. Die New Brunswick Route 2 tangiert den Ort im Westen. Fredericton befindet sich rund 100 Kilometer entfernt in südöstlicher Richtung. Der US-amerikanische Bundesstaat Maine beginnt in einer Entfernung von 12 Kilometern im Westen.

## Geschichte

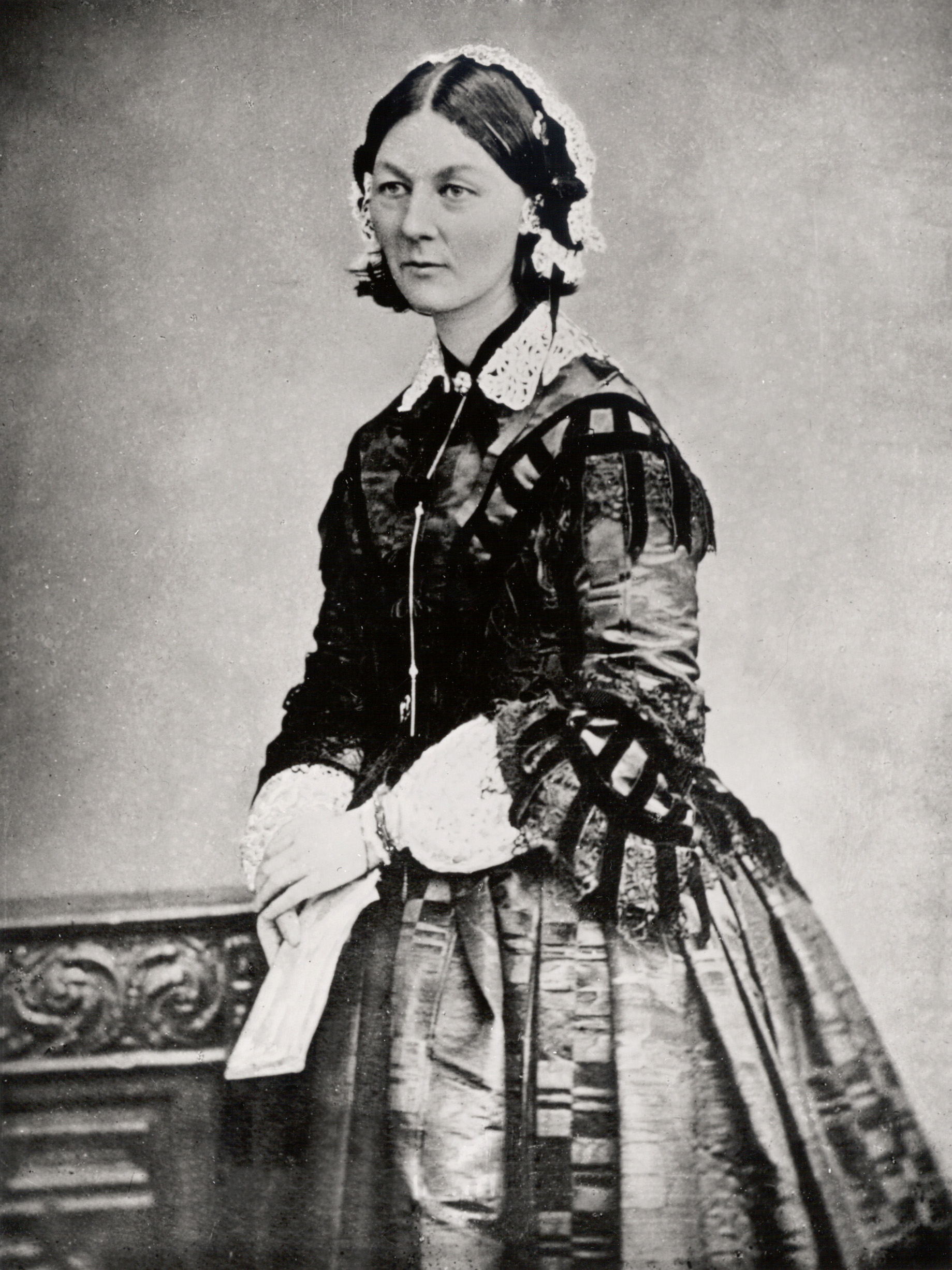
Florence Nightingale

Die Urbevölkerung der Region waren die Maliseetindianer. Erste Einwanderer nannten ihre Siedlung Buttermilk Creek, da ein kleiner Bach in der Nähe eine weißliche Farbe „wie Buttermilch“ zeigte. 1855 wurde der Ort zu Ehren von Florence Nightingale in Florenceville umbenannt.
1957 gründeten die Brüder Wallace und Harrison McCain eine Fabrik zur Herstellung von Pommes frites, die bald stark expandierte. Inzwischen werden rund 1/3 aller tiefgefrorenen Pommes frites weltweit von der Firma McCain Foods produziert und vertrieben. Seit 1998 nennt sich Florenceville French Fry Capital of the World (Welthauptstadt der Pommes frites). 
Im Jahr 2008 schlossen sich der im Norden gelegene Ort Bristol und das südliche Florenceville zur Stadt Florenceville-Bristol zusammen.

## Söhne und Töchter der Stadt
- Wallace McCain, Unternehmer